# Parc central d'Espoo
Pour les articles homonymes, voir Parc Central.
Le parc central d'Espoo (en finnois : Espoon keskuspuisto) est un parc, au centre de la ville d'Espoo, composé de zones de forêt, de prairie, de rochers et de marais.
Avec sa superficie de 880 hectares, c'est le deuxième espace vert d'Espoo après le parc national de Nuuksio.

## Localisation
Au nord, le parc Keskuspuisto est bordé par les quartiers résidentiels de Suvela et Tuomarila, à l'est et au nord-est Kuurinniitty, Henttaa et Suurpelto . Au sud, Keskuspuisto est bordé par Olari et Latokaski et à l'ouest par Vanttila. Le parc central comprend les zones naturelles de Vantinkorvi, Harmaakallio, Suvimetsä, Kuurinmetsä, Henttaanmetsä et Kokinmetsä. Finnoontie coupe le parc central en deux. Sur le côté est du parc central se trouvent les sentiers de randonnée les plus fréquemment utilisés du parc, ils mènent de Suvela et Kuuriinniiti à Puolarmetsa, Olari et Henttaase. La route principale de Keskuspuisto sur le côté ouest de Finnoontie passe entre Vanttila et Latokaski.

## Galerie

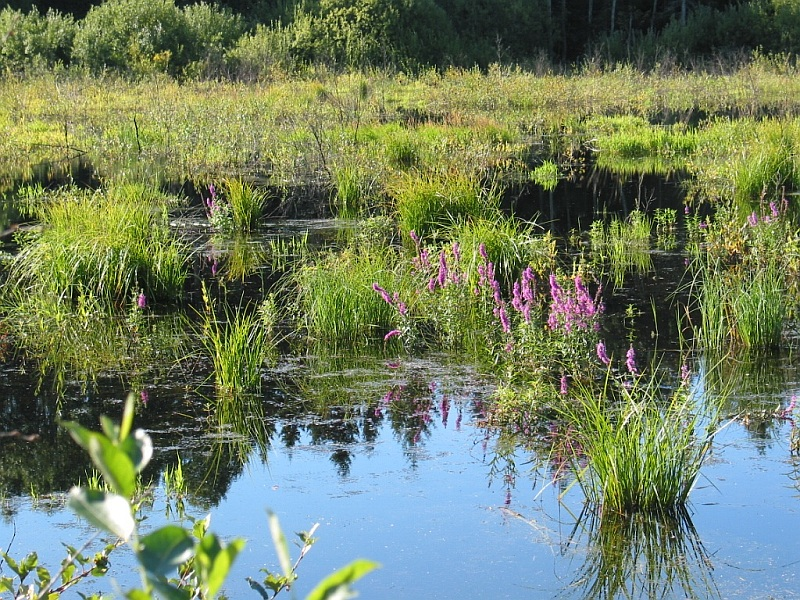
Zone marécageuse.
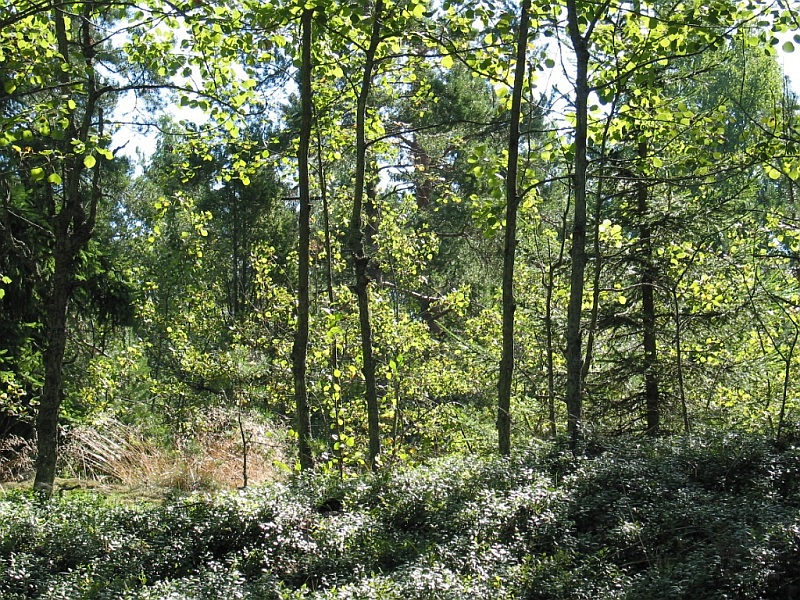
Zone forestière.